# زیگی دنک
زیگی دنک (آلمانی: Sigi Denk; ۱۰ فوریهٔ ۱۹۵۱ – ۵ مارس ۱۹۸۲) دوچرخه‌سوار اهل اتریش بود. وی در بازی‌های المپیک تابستانی ۱۹۷۲ شرکت کرده‌است.